# 1982-es magyar öttusabajnokság
Az 1982-es magyar öttusabajnokságot június 19. és 23. között rendezték meg. A viadalt Dobi Lajos nyerte meg, akinek ez volt az első, egyben egyetlen egyéni bajnoki címe. A csapatversenyt, amit az egyéni versenytől külön rendeztek meg, a Bp. Honvéd nyerte.

## Eredmények

### Férfiak

#### Egyéni
| Hely | Név              | Klub                  | Eredmény |
| ---- | ---------------- | --------------------- | -------- |
| 1.   | Dobi Lajos       | Csepel SC             | 5426     |
| 2.   | Mizsér Attila    | Újpesti Dózsa         | 5346     |
| 3.   | Vass György      | Székesfehérvári Volán | 5343     |
| 4.   | Németh István    | Bp. Honvéd            | 5302     |
| 5.   | Tomaschof Sándor | Újpesti Dózsa         | 5168     |
| 6.   | Pajor Gábor      | Csepel SC             | 5167     |
| 7.   | Fáth Ferenc      | Újpesti Dózsa         | 5154     |
| 8.   | Déri Árpád       | Csepel SC             | 5129     |
| 9.   | Pál Ferenc       | Újpesti Dózsa         | 5072     |
| 10.  | Császári Attila  | Bp. Honvéd            | 5046     |

#### Csapat
| Hely | Név                                                              | Klub                  | Eredmény |
| ---- | ---------------------------------------------------------------- | --------------------- | -------- |
| 1.   | Buzgó József, Császári Attila, Fábián László, Kancsal Tamás      | Bp Honvéd             | 21 096   |
| 2.   | Kéri László, Kurucz Csaba, Déri Árpád, Pajor Gábor               | Csepel SC             | 20 760   |
| 3.   | Szombathelyi Tamás, Mizsér Attila, Fáth Ferenc, Tomaschof Sándor | Újpesti Dózsa         | 19 864   |
| 4.   |                                                                  | Gödöllői EAC          | 18 815   |
| 5.   |                                                                  | MAFC                  | 18 248   |
| 6.   |                                                                  | Székesfehérvári Volán | 14 508   |